# Chaetomium medusarum
Chaetomium medusarum är en svampart som beskrevs av J.A. Mey. & Lanneau 1967. Chaetomium medusarum ingår i släktet Chaetomium och familjen Chaetomiaceae.   Inga underarter finns listade i Catalogue of Life.